# Coito interrotto
Il coito interrotto (dal latino: coitus interruptus),  è una pratica contraccettiva, che consiste nella tempestiva estrazione del pene dalla vagina prima dell'eiaculazione, nel tentativo di evitare il contatto diretto dello sperma con la vagina. Questa pratica ha un'efficacia molto scarsa ed è pertanto reputata un metodo contraccettivo inaffidabile e non sicuro. Non assicura inoltre alcun tipo di difesa dalle malattie sessualmente trasmissibili.

## Aspetti medici
La fuoriuscita pre-eiaculatoria di liquido seminale durante il rapporto sessuale è possibile sia a seguito di precedenti eiaculazioni, sia precedentemente alla prima eiaculazione, in modo quindi totalmente involontario per il soggetto maschile. Infatti, il liquido lubrificante pre-eiaculatorio costantemente emesso in modo automatico durante la penetrazione e prodotto dalle ghiandole di Cowper, è risultato contenere spermatozoi nel 41% dei soggetti e nel 37% di questi una ragionevole proporzione dello sperma era dotato di motilità e quindi in grado di fecondare.
L'emissione spermatica è costituita da tre flussi, emessi con tre getti durante l'eiaculazione: nel primo si ha una prevalente componente prostatica lubrificante; nel secondo e nel terzo è preponderante la componente seminale, in una situazione solitamente individuabile dai suoi prodromi sintomatici, come calore e piacere diffuso e crescente; la terza parte svolge un'azione di pulizia all'interno dei tubuli, eliminando residui di liquido seminale eventualmente presenti. L'emissione patologica di sperma in assenza di orgasmo è detta invece spermatorrea.
L'autocontrollo del soggetto maschile è pertanto largamente insufficiente e, al contrario, aggiunge una variabile di rischio ulteriore non adeguatamente controllabile. Non si può pertanto considerare il coito interrotto un metodo in grado di offrire una sufficiente sicurezza anticoncezionale.
Questi fattori sono tali da motivare il largo insuccesso di questa pratica contraccettiva.

### Efficacia
L'efficacia contraccettiva del coito interrotto è stimata in 22% di gravidanze indesiderate con un uso tipico (una donna su cinque) e 4% in caso di uso perfetto (continuativo e corretto). Il rischio di gravidanza può giungere sino oltre al 25% (una donna su quattro). Come paragone, con l'utilizzo della pillola contraccettiva le gravidanze indesiderate con uso tipico sono del 9% e dello 0,3% con uso perfetto.
L'efficacia del coito interrotto come metodo contraccettivo è pertanto in assoluto tra le più scarse.

## Aspetti psico-sessuali
Il coito interrotto può comportare problemi dal punto di vista psicologico e sessuologico, sia a livello individuale, sia nella relazione di coppia. Questi problemi si possono sintetizzare in due aspetti principali:
1. disparità fra uomo e donna nella gestione della contraccezione e dell'atto sessuale;
2. effetti potenzialmente negativi nella sfera del piacere.

### Disparità fra uomo e donna
Nella coppia che adopera il metodo del coito interrotto, la gestione e la responsabilità della contraccezione viene rimessa interamente al soggetto maschile. Perciò la parte femminile, ovvero il soggetto fisicamente esposto alla possibilità della fecondazione, delega ogni possibilità gestionale, visto che si ritrova in posizione passiva (fatta salva l'eventuale adozione di posizioni che consentano alla donna di estrarre velocemente il membro maschile). Allo stesso tempo, mentre la parte femminile può teoricamente compiere l'atto sessuale senza particolari limitazioni pratiche, il coito interrotto costringe il soggetto maschile a una completa responsabilità contraccettiva e a un rapporto sessuale non pienamente spontaneo. Ciò può comportare un rapporto sessuale non soddisfacente o solo parzialmente soddisfacente, ansia da prestazione, perdita dell'erezione, eiaculazione precoce, eiaculazione ritardata.

### Effetti negativi sul piacere
Nel soggetto femminile la ridotta durata dell'atto e la brusca interruzione dello stesso, può determinare difficoltà nell'eccitazione, ansia, dispareunia e dolori vaginali, associati, in alcuni casi, alla mancata lubrificazione del tratto vaginale. Freud si era occupato di questa conseguenza del coito interrotto, ad esempio in uno scritto del 1895, dove collegava lo sviluppo della nevrosi d'angoscia, fra le altre cause, all'uso di questo metodo contraccettivo, in particolare laddove "il marito (...) interrompe il contatto (...) senza preoccuparsi dello stato di eccitazione della moglie". Nel soggetto maschile, invece, al quale è rimesso il pieno controllo del proprio piacere e la contraccezione nella sua interezza, oltre ai succitati problemi sessuologici può verificarsi stress, ansia da prestazione e una soddisfazione solo parziale anche qualora si raggiunga l'orgasmo.